# Guazuvirá Nuevo
Guazuvirá Nuevo es un balneario uruguayo del departamento de Canelones. Forma parte del municipio de La Floresta.

## Ubicación
La localidad balnearia se encuentra situada en la zona sur del departamento de Canelones, sobre el litoral del Río de la Plata, y tiene su acceso desde la Ruta Interbalnearia a la altura del km 57.500. Limita al oeste con Bello Horizonte y al este con Guazuvirá Viejo.

## Sitios de interés
Entre Guazuvirá y Guazuvirá Nuevo existe un humedal donde se encuentra situado un mirador de aves.